# Bratz: Genie magic
Bratz: Genie Magic è un film d'animazione per ragazzi uscito nel 2006, che ha come protagoniste la linea di bambole Bratz. Il film è uscito dopo la messa in onda sulle reti televisive di tutto il mondo del cartone animato omonimo.

## Trama
Le quattro Bratz, Cloe, Jade, Yasmine e Sasha, studiano alla Stein High School, dove arriva la maga Geltrude che predice loro con chi si sposeranno. Alla reazione delle ragazze la maga le manda in un mondo magico, dove sono sottoposte a prove (fondare una fabbrica di trucchi per battere l'industria dei Boyz) prima di poter tornare a casa e cambiare il loro futuro.